# Мура (Каталонія)
Му́ра (кат. Mura) - муніципалітет, розташований в Автономній області Каталонія, в Іспанії. Код муніципалітету за номенклатурою Інституту статистики Каталонії - 81398. Знаходиться у районі (кумарці) Бажас (коди району - 07 та BG) провінції Барселона, згідно з новою адміністративною реформою перебуватиме у складі Баґарії (округи) Центральна Каталонія. 

## Населення
Населення міста (у 2007 р.) становить 232 особи (з них менше 14 років - 11,2%, від 15 до 64 - 71,1%, понад 65 років - 17,7%). У 2006 р. народжуваність склала 2 особи, смертність - 0 осіб, зареєстровано 1 шлюб. У 2001 р. активне населення становило 113 осіб, з них безробітних - 12 осіб.

Серед осіб, які проживали на території міста у 2001 р., 203 народилися в Каталонії (з них 88 осіб у тому самому районі, або кумарці), 4 особи приїхали з інших областей Іспанії, а 1 особа приїхала з-за кордону. 

Університетську освіту має 18,8% усього населення. 

У 2001 р. нараховувалося 87 домогосподарств (з них 33,3% складалися з однієї особи, 27,6% з двох осіб,14,9% з 3 осіб, 14,9% з 4 осіб, 9,2% з 5 осіб, 0% з 6 осіб, 0% з 7 осіб, 0% з 8 осіб і 0% з 9 і більше осіб).

Активне населення міста у 2001 р. працювало у таких сферах діяльності : у сільському господарстві - 2%, у промисловості - 24,8%, на будівництві - 17,8% і у сфері обслуговування - 55,4%. 

 У муніципалітеті або у власному районі (кумарці) працює 64 особи, поза районом - 69 осіб.

### Безробіття
У 2007 р. нараховувалося 6 безробітних (у 2006 р. - 4 безробітних), з них чоловіки становили 66,7%, а жінки - 33,3%.

## Економіка

### Підприємства міста

#### Промислові підприємства
| \| Промислові підприємства міста, за сферою діяльності \| Промислові підприємства міста, за сферою діяльності \| Промислові підприємства міста, за сферою діяльності \| \| Рік \| 2002 р. \| 2001 р. \| \| --------------------------------------------------- \| --------------------------------------------------- \| --------------------------------------------------- \| \| Енергетичні та водні ресурси \| 0% \| 0% \| \| Хімія та метали \| 0% \| 0% \| \| Переробка металів \| 50% \| 50% \| \| Продукти харчування \| 25% \| 25% \| \| Текстиль \| 0% \| 0% \| \| Виробництво меблів, видання \| 25% \| 25% \| \| Інше \| 0% \| 0% \| \| Усього підприємств \| 4 \| 4 \| |         |         |
| Промислові підприємства міста, за сферою діяльності |         |         |
| Рік | 2002 р. | 2001 р. |
| Енергетичні та водні ресурси | 0%      | 0%      |
| Хімія та метали | 0%      | 0%      |
| Переробка металів | 50%     | 50%     |
| Продукти харчування | 25%     | 25%     |
| Текстиль | 0%      | 0%      |
| Виробництво меблів, видання | 25%     | 25%     |
| Інше | 0%      | 0%      |
| Усього підприємств | 4       | 4       |

#### Роздрібна торгівля
| \| Підприємства роздрібної торгівлі міста, за сферою діяльності \| Підприємства роздрібної торгівлі міста, за сферою діяльності \| Підприємства роздрібної торгівлі міста, за сферою діяльності \| \| Рік \| 2002 р. \| 2001 р. \| \| ------------------------------------------------------------ \| ------------------------------------------------------------ \| ------------------------------------------------------------ \| \| Продукти харчування \| 50% \| 50% \| \| Одяг та взуття \| 0% \| 0% \| \| Товари для дому \| 0% \| 0% \| \| Книги та періодичні видання \| 0% \| 0% \| \| Промислова хімічна продукція \| 0% \| 0% \| \| Продукція, пов'язана з транспортними засобами \| 0% \| 0% \| \| Інше \| 50% \| 50% \| \| Усього підприємств \| 4 \| 4 \| |         |         |
| Підприємства роздрібної торгівлі міста, за сферою діяльності |         |         |
| Рік | 2002 р. | 2001 р. |
| Продукти харчування | 50%     | 50%     |
| Одяг та взуття | 0%      | 0%      |
| Товари для дому | 0%      | 0%      |
| Книги та періодичні видання | 0%      | 0%      |
| Промислова хімічна продукція | 0%      | 0%      |
| Продукція, пов'язана з транспортними засобами | 0%      | 0%      |
| Інше | 50%     | 50%     |
| Усього підприємств | 4       | 4       |

#### Сфера послуг
| \| Підприємства міста, що працюють у сфері послуг, за діяльністю \| Підприємства міста, що працюють у сфері послуг, за діяльністю \| Підприємства міста, що працюють у сфері послуг, за діяльністю \| \| Рік \| 2002 р. \| 2001 р. \| \| ------------------------------------------------------------- \| ------------------------------------------------------------- \| ------------------------------------------------------------- \| \| Гуртова торгівля \| 0% \| 0% \| \| Готелі та готельний бізнес \| 62,5% \| 60% \| \| Транспорт та зв'язок \| 0% \| 0% \| \| Посередницькі фінансові послуги \| 0% \| 0% \| \| Послуги підприємствам \| 0% \| 10% \| \| Послуги фізичним особам \| 37,5% \| 30% \| \| Нерухомість та ін. \| 0% \| 0% \| \| Усього підприємств \| 8 \| 10 \| |         |         |
| Підприємства міста, що працюють у сфері послуг, за діяльністю |         |         |
| Рік | 2002 р. | 2001 р. |
| Гуртова торгівля | 0%      | 0%      |
| Готелі та готельний бізнес | 62,5%   | 60%     |
| Транспорт та зв'язок | 0%      | 0%      |
| Посередницькі фінансові послуги | 0%      | 0%      |
| Послуги підприємствам | 0%      | 10%     |
| Послуги фізичним особам | 37,5%   | 30%     |
| Нерухомість та ін. | 0%      | 0%      |
| Усього підприємств | 8       | 10      |

## Житловий фонд
У 2001 р. 2,3% усіх родин (домогосподарств) мали житло метражем до 59 м2, 21,8% - від 60 до 89 м2, 21,8% - від 90 до 119 м2 і
54% - понад 120 м2.

З усіх будівель у 2001 р. 17,7% було одноповерховими, 48,4% - двоповерховими, 33,3
% - триповерховими, 0,5% - чотириповерховими, 0% - п'ятиповерховими, 0% - шестиповерховими,
0% - семиповерховими, 0% - з вісьмома та більше поверхами.

## Автопарк
| \| Автомобілі, зареєстровані у місті, за призначенням \| Автомобілі, зареєстровані у місті, за призначенням \| Автомобілі, зареєстровані у місті, за призначенням \| \| Рік \| 2006 р. \| 2005 р. \| \| -------------------------------------------------- \| -------------------------------------------------- \| -------------------------------------------------- \| \| Приватні автомобілі \| 54,2% \| 55,7% \| \| Мотоцикли \| 16,7% \| 12,9% \| \| Вантажівки \| 25,6% \| 27,4% \| \| Трактори \| 0% \| 0% \| \| Автобуси та ін. \| 3,4% \| 4% \| \| Усього автомобілів \| 203 шт. \| 201 шт. \| |         |         |
| Автомобілі, зареєстровані у місті, за призначенням |         |         |
| Рік | 2006 р. | 2005 р. |
| Приватні автомобілі | 54,2%   | 55,7%   |
| Мотоцикли | 16,7%   | 12,9%   |
| Вантажівки | 25,6%   | 27,4%   |
| Трактори | 0%      | 0%      |
| Автобуси та ін. | 3,4%    | 4%      |
| Усього автомобілів | 203 шт. | 201 шт. |

## Вживання каталанської мови
У 2001 р. каталанську мову у місті розуміли 100% усього населення (у 1996 р. - 100%), вміли говорити нею 97,1% (у 1996 р. - 
99,5%), вміли читати 96,6% (у 1996 р. - 96,2%), вміли писати 91,2
% (у 1996 р. - 83,6%). Не розуміли каталанської мови 0%.

## Політичні уподобання
У виборах до Парламенту Каталонії у 2006 р. взяло участь 146 осіб (у 2003 р. - 154 особи). Голоси за політичні сили розподілилися таким чином:
| \| Вибори до Парламенту Каталонії \| Вибори до Парламенту Каталонії \| Вибори до Парламенту Каталонії \| \| Рік \| 2006 р. \| 2003 р. \| \| -------------------------------------- \| ------------------------------ \| ------------------------------ \| \| Конвергенція та Єднання (CiU) \| 45,2% \| 49,4% \| \| Соціалістична партія Каталонії (PSC) \| 24,7% \| 19,5% \| \| Народна партія (PP) \| 3,4% \| 3,9% \| \| Ініціатива за зелену Каталонію (IC) \| 4,8% \| 2,6% \| \| Республіканська лівиця Каталонії (ERC) \| 19,9% \| 24,7% \| \| Громадянська партія (C's) \| 0,7% \| 0% \| \| Інші \| 1,4% \| 0% \| |         |         |
| Вибори до Парламенту Каталонії |         |         |
| Рік | 2006 р. | 2003 р. |
| Конвергенція та Єднання (CiU) | 45,2%   | 49,4%   |
| Соціалістична партія Каталонії (PSC) | 24,7%   | 19,5%   |
| Народна партія (PP) | 3,4%    | 3,9%    |
| Ініціатива за зелену Каталонію (IC) | 4,8%    | 2,6%    |
| Республіканська лівиця Каталонії (ERC) | 19,9%   | 24,7%   |
| Громадянська партія (C's) | 0,7%    | 0%      |
| Інші | 1,4%    | 0%      |